# Liga Uruguaya de Básquetbol 2024-25
La Liga Uruguaya de Básquetbol de 2024-25 fue la XXII edición de la competencia de más alta categoría entre clubes de básquetbol de Uruguay organizada por la FUBB.
En esta edición participarán un total de 12 equipos, tal y como se jugó la temporada anterior.

## Modo de disputa[1]
El torneo comenzara con una fase regular donde se jugaran dos ruedas todos contra todos. Una vez en condición de local y otra en condición de visitante.
Luego de culminada la fase regular, la tabla se divide en dos para la disputa de dos hexagonales.
Los seis primeros ya habrán clasificado directo a playoffs, pero jugarán una rueda extra (de nuevo, todos contra todos) para definir los puestos del uno al seis de postemporada.
Los seis equipos de abajo jugarán otro hexagonal en el que se definirá quienes son los dos equipos que pierdan la categoría (y jueguen la Liga de Ascenso 2026) y quiénes los dos que clasifiquen a play-in, para disputar los últimos dos cupos a playoffs.
Los play-in se disputarán entre los dos primeros equipos del segundo hexagonal y los dos finalistas de la Organización de Básquetbol del Litoral (OBL): el séptimo de la LUB contra el subcampeón de la OBL, y el octavo de la LUB contra el campeón del litoral.
Luego de los play-in, comenzaran a desarrollarse los play-offs, con sus respectivos cuartos de final, semifinales y finales.
Los cuartos de final y las semifinales serán al mejor de 5 partidos. Mientras que la final será al mejor de 7 partidos.

## Equipos participantes
| Club                  | Ascendido por                                  |
| --------------------- | ---------------------------------------------- |
| Urunday Universitario | Campeón de la Liga Uruguaya de Ascenso 2023    |
| Welcome               | Subcampeón de la Liga Uruguaya de Ascenso 2023 |

| Club         | Descendido por                                 |
| ------------ | ---------------------------------------------- |
| Goes         | 5.º lugar en la Rueda Reclasificatoria 2023-24 |
| Larre Borges | 6.º lugar en la Rueda Reclasificatoria 2023-24 |

### Información equipos
| Equipo                | Ciudad     | Gimnasio                          | Capacidad | Fundación                | Temporadas | Ligas | Subtítulos | 2023-24          |
| --------------------- | ---------- | --------------------------------- | --------- | ------------------------ | ---------- | ----- | ---------- | ---------------- |
| Aguada                | Montevideo | Gimnasio Aguada                   | 1.635     | 28 de febrero de 1922    | 20         | 4     | 3          | Campeón          |
| Biguá                 | Montevideo | Gimnasio Biguá                    | 1.200     | 14 de abril de 1931      | 20         | 4     | 2          | Play-In          |
| Cordón                | Montevideo | "Gimnasio Julio Zito"             | 1.000     | 8 de mayo de 1944        | 11         | 0     | 0          | Cuartos de final |
| Defensor Sporting     | Montevideo | ''Gimnasio Óscar Magurno''        | 800       | 14 de septiembre de 1910 | 21         | 2     | 4          | Semifinales      |
| Hebraica Macabi       | Montevideo | Gimnasio Unión Atlética           | 1.100     | 25 de mayo de 1939       | 17         | 4     | 1          | Cuartos de final |
| Malvín                | Montevideo | ''Gimnasio Juan Francisco Canil'' | 900       | 28 de enero de 1938      | 20         | 5     | 3          | Cuartos de final |
| Nacional              | Montevideo | Polideportivo Gran Parque Central | 800       | 14 de mayo de 1899       | 10         | 1     | 2          | Semifinales      |
| Peñarol               | Montevideo | Palacio Cr. Gastón Guelfi         | 4.500     | 13 de septiembre de 1913 | 4          | 0     | 1          | Subcampeón       |
| Trouville             | Montevideo | Gimnasio Club Trouville           | 780       | 1 de abril de 1922       | 21         | 1     | 1          | Cuartos de final |
| Urunday Universitario | Montevideo | ''Gimnasio Cr. Osvaldo Dohir''    | 270       | 16 de agosto de 1931     | 7          | 0     | 0          | Ascenso          |
| Urupan                | Pando      | ''Gimnasio Santiago A. Cigliuti'' | 1.000     | 30 de enero de 1924      | 4          | 0     | 0          | Play-in          |
| Welcome               | Montevideo | ''Gimnasio Óscar Magurno''        | 900       | 13 de octubre de 1926    | 12         | 0     | 0          | Ascenso          |

## Torneo clasificatorio

### Tabla de posiciones
| Pos.                                                   | Equipo                | PJ | PG | PP | P+    | P-    | Dif. | Pts. | Clasificación          |
| ------------------------------------------------------ | --------------------- | -- | -- | -- | ----- | ----- | ---- | ---- | ---------------------- |
| 1.°                                                    | Nacional              | 22 | 20 | 2  | 2 076 | 1 723 | +353 | 42   | Rueda por el Titúlo    |
| 2.°                                                    | Aguada*               | 22 | 18 | 4  | 1 973 | 1 756 | +217 | 38   | Rueda por el Titúlo    |
| 3.°                                                    | Malvín                | 22 | 14 | 8  | 1 775 | 1 684 | +91  | 36   | Rueda por el Titúlo    |
| 4.°                                                    | Peñarol**             | 22 | 17 | 5  | 1 862 | 1 623 | +239 | 35   | Rueda por el Titúlo    |
| 5.°                                                    | Defensor Sporting     | 22 | 11 | 11 | 1 928 | 1 820 | +108 | 33   | Rueda por el Titúlo    |
| 6.°                                                    | Cordón                | 22 | 10 | 12 | 1 829 | 1 883 | -54  | 32   | Rueda por el Titúlo    |
| 7.°                                                    | Biguá                 | 22 | 9  | 13 | 1 866 | 1 900 | -34  | 31   | Rueda Reclasificatorio |
| 8.°                                                    | Hebraica y Macabi     | 22 | 9  | 13 | 1 869 | 1 935 | -66  | 31   | Rueda Reclasificatorio |
| 9.°                                                    | Urunday Universitario | 22 | 8  | 14 | 1 759 | 1 888 | -129 | 30   | Rueda Reclasificatorio |
| 10.°                                                   | Urupan                | 22 | 7  | 15 | 1 784 | 1 932 | -148 | 29   | Rueda Reclasificatorio |
| 11.°                                                   | Welcome               | 22 | 5  | 17 | 1 698 | 2 070 | -372 | 27   | Rueda Reclasificatorio |
| 12.°                                                   | Trouville             | 22 | 4  | 18 | 1 625 | 1 830 | -205 | 26   | Rueda Reclasificatorio |
| Última actualización: 6 de marzo de 2025. Fuente: FUBB |                       |    |    |    |       |       |      |      |                        |

*Aguada comenzó el Torneo con una sanción disciplinaria, por los incidentes en las finales de la temporada anterior. La federación decidió restarle -2 puntos en la Tabla de Posiciones. 
**Peñarol comenzó el Torneo con una sanción disciplinaria, por los incidentes en las finales de la temporada anterior, la federación decidió restarle -2 puntos en la Tabla de Posiciones.  También se le quitaron -2 puntos en la Tabla de Posiciones por los incidentes provocados por sus hinchas en el clásico en la fecha 14. 

### Desarrollo
| Local/Visitante                                                               | AGU      | BIG      | COR      | DFS       | HYM      | MAL     | NAC      | PEÑ      | TRO     | UUN     | URU     | WEL      |
| ----------------------------------------------------------------------------- | -------- | -------- | -------- | --------- | -------- | ------- | -------- | -------- | ------- | ------- | ------- | -------- |
| Aguada                                                                        |          | 88 - 67  | 111 - 97 | 96 - 84   | 95 - 86  | 71 - 70 | 88 - 90  | 77 - 69  | 83 - 65 | 98 - 86 | 91 - 78 | 101 - 72 |
| Biguá                                                                         | 81 - 95  |          | 97 - 104 | 79 - 81   | 113 - 85 | 73 - 86 | 96 - 102 | 81 - 95  | 92 - 87 | 85 - 92 | 75 - 73 | 99 - 69  |
| Cordón                                                                        | 96 - 88  | 82 - 80  |          | 71 - 87   | 77 - 97  | 69 - 76 | 79 - 86  | 92 - 104 | 74 - 69 | 93 - 85 | 87 - 65 | 95 - 75  |
| Defensor Sporting                                                             | 85 - 89  | 100 - 79 | 82 - 65  |           | 86 - 90  | 87 - 80 | 78 - 88  | 84 - 85  | 90 - 59 | 98 - 90 | 91 - 66 | 112 - 77 |
| Hebraica y Macabi                                                             | 83 - 102 | 87 - 95  | 94 - 98  | 84 - 82   |          | 84 - 90 | 82 - 92  | 65 - 93  | 85 - 77 | 74 - 66 | 65 - 73 | 83 - 88  |
| Malvín                                                                        | 67 - 81  | 75 - 82  | 82 - 60  | 86 - 73   | 92 - 83  |         | 67 - 88  | 75 - 73  | 85 - 71 | 97 - 89 | 91 - 72 | 97 - 70  |
| Nacional                                                                      | 91 - 94  | 97 - 82  | 98 - 83  | 96 - 81   | 101 - 88 | 84 - 67 |          | 80 - 78  | 77 - 81 | 93 - 75 | 89 - 75 | 115 - 64 |
| Peñarol                                                                       | 86 - 77  | 76 - 73  | 77 - 73  | 70 - 64   | 82 - 68  | 79 - 70 | 85 - 89  |          | 93 - 75 | 94 - 67 | 71 - 78 | 88 - 59  |
| Trouville                                                                     | 75 - 77  | 82 - 87  | 78 - 74  | 84 - 93   | 79 - 88  | 68 - 73 | 70 - 86  | 56 - 97  |         | 68 - 71 | 62 - 88 | 83 - 77  |
| Urunday Universitario                                                         | 81 - 71  | 85 - 79  | 77 - 87  | 81 - 78   | 77 - 89  | 93 - 87 | 72 - 90  | 80 - 83  | 72 - 80 |         | 61 - 90 | 86 - 97  |
| Urupan                                                                        | 73 - 96  | 89 - 93  | 91 - 92  | 94 - 92   | 95 - 104 | 74 - 76 | 65 - 121 | 83 - 105 | 97 - 90 | 85 - 95 |         | 92 - 86  |
| Welcome                                                                       | 74 - 104 | 82 - 87  | 84 - 81  | 111 - 120 | 82 - 105 | 60 - 86 | 69 - 117 | 66 - 91  | 71 - 66 | 66 - 74 | 99 - 88 |          |
| Última actualización: 5 de marzo de 2025. Fuente: FUBB                        |          |          |          |           |          |         |          |          |         |         |         |          |
| Referencia de Colores: Verde = Victoria Locataria / Rojo = Victoria Visitante |          |          |          |           |          |         |          |          |         |         |         |          |

## Rueda por el título

### Tabla de posiciones
| Pos.                                                    | Equipo            | PJ | PG | PP | P+    | P-    | Dif. | Pts. | Clasificación |
| ------------------------------------------------------- | ----------------- | -- | -- | -- | ----- | ----- | ---- | ---- | ------------- |
| 1.°                                                     | Nacional          | 27 | 23 | 4  | 2 495 | 2 128 | +367 | 50   | Play-Offs 1   |
| 2.°                                                     | Aguada *          | 27 | 22 | 5  | 2 434 | 2 174 | +260 | 47   | Play-Offs 2   |
| 3.°                                                     | Malvín            | 27 | 17 | 10 | 2 169 | 2 070 | +99  | 44   | Play-Offs 3   |
| 4.°                                                     | Peñarol **        | 27 | 20 | 7  | 2 269 | 2 033 | +236 | 43   | Play-Offs 4   |
| 5.°                                                     | Defensor Sporting | 27 | 12 | 15 | 2 289 | 2 213 | +76  | 39   | Play-Offs 5   |
| 6.°                                                     | Cordón            | 27 | 11 | 16 | 2 251 | 2 335 | -84  | 38   | Play-Offs 6   |
| Última actualización: 31 de marzo de 2025. Fuente: FUBB |                   |    |    |    |       |       |      |      |               |

*Aguada comenzó el Torneo con una sanción disciplinaria, por los incidentes en las finales de la temporada anterior. La federación decidió restarle -2 puntos en la Tabla de Posiciones. 
**Peñarol comenzó el Torneo con una sanción disciplinaria, por los incidentes en las finales de la temporada anterior, la federación decidió restarle -2 puntos en la Tabla de Posiciones.  También se le quitaron -2 puntos en la Tabla de Posiciones por los incidentes provocados por sus hinchas en el clásico en la fecha 14. 

### Desarrollo
| Local/Visitante                                                               | AGU     | COR      | DEF     | MAL     | NAC     | PEÑ     |
| ----------------------------------------------------------------------------- | ------- | -------- | ------- | ------- | ------- | ------- |
| Aguada                                                                        |         | 109 - 94 | 83 - 75 | 85 - 90 | 99 - 81 |         |
| Cordón                                                                        |         |          |         |         |         |         |
| Defensor Sporting                                                             |         | 88 - 78  |         |         |         |         |
| Malvín                                                                        |         | 75 - 82  | 71 - 55 |         |         |         |
| Nacional                                                                      |         | 85 - 80  | 81 - 69 | 82 - 85 |         | 90 - 72 |
| Peñarol                                                                       | 78 - 85 | 95 - 88  | 80 - 74 | 82 - 73 |         |         |
| Última actualización: 31 de marzo de 2025. Fuente: FUBB                       |         |          |         |         |         |         |
| Referencia de Colores: Verde = Victoria Locataria / Rojo = Victoria Visitante |         |          |         |         |         |         |

## Rueda reclasificatorio

### Tabla de posiciones
| Pos.                                                   | Equipo                | PJ | PG | PP | P+    | P-    | Dif. | Pts. | Clasificación             |
| ------------------------------------------------------ | --------------------- | -- | -- | -- | ----- | ----- | ---- | ---- | ------------------------- |
| 1.°                                                    | Biguá                 | 27 | 12 | 15 | 2 326 | 2 313 | +13  | 39   | Play-in 1                 |
| 2.°                                                    | Hebraica y Macabi     | 27 | 12 | 15 | 2 307 | 2 361 | -54  | 39   | Play-in 2                 |
| 3.°                                                    | Urunday Universitario | 27 | 11 | 16 | 2 103 | 2 219 | -116 | 38   |                           |
| 4.°                                                    | Welcome               | 27 | 8  | 19 | 2 157 | 2 529 | -372 | 35   | Desempate por el descenso |
| 5.°                                                    | Urupan* (PD)          | 27 | 10 | 17 | 2 214 | 2 362 | -148 | 35   | Desempate por el descenso |
| 6.°                                                    | Trouville (D)         | 27 | 4  | 23 | 1 953 | 2 230 | -277 | 30   | Liga Uruguaya de Ascenso  |
| Última actualización: 1 de abril de 2025. Fuente: FUBB |                       |    |    |    |       |       |      |      |                           |

- (PD): Perdió el desempate por el descenso
- (D): Descenso

*A Urupan le descontaron 2 puntos, por incidentes en la fecha 5 del reclasificatorio, ante Hebraica y Macabi. 

### Desarrollo
| Local/Visitante                                                               | BIG     | HEB     | TRO     | UUN     | URU      | WEL      |
| ----------------------------------------------------------------------------- | ------- | ------- | ------- | ------- | -------- | -------- |
| Biguá                                                                         |         | 82 - 77 | 91 - 80 |         | 86 - 88  | 124 - 90 |
| Hebraica y Macabi                                                             |         |         | 98 - 88 | 74 - 78 | 102 - 97 | 87 - 81  |
| Trouville                                                                     |         |         |         | 0 - 20  |          | 81 - 106 |
| Urunday Universitario                                                         | 78 - 77 |         |         |         |          |          |
| Urupan                                                                        |         |         | 85 - 79 | 83 - 78 |          |          |
| Welcome                                                                       |         |         |         | 97 - 90 | 85 - 77  |          |
| Última actualización: 1 de abril de 2025. Fuente: FUBB                        |         |         |         |         |          |          |
| Referencia de Colores: Verde = Victoria Locataria / Rojo = Victoria Visitante |         |         |         |         |          |          |

### Desempate por el descenso
| 6 de abril; 20:15 | Urupan                                                | 87–88                | Welcome                                                     | Montevideo                                                                  |  |
|                   | Parciales: 24–20, 17–23, 24–22, 22–23                 |                      |                                                             |                                                                             |  |
|                   | Estadísticas A. Peña (34) A. Peña (12) G. Barrera (7) | Reporte Pts Reb Asts | Estadísticas A. Peacock (20) A. Peacock (18) A. Peacock (4) | Pabellón: Polideportivo Welcome Árbitros: A. Sánchez, J. Dutra, W. Chamorro |  |

- Welcome ganó el desempate por el descenso y permanece en la máxima categoría del básquetbol uruguayo.

## Play-in
| Equipo 1          | Serie | Equipo 2     | 1.º Juego | 2.º Juego | 3.º Juego | Clasificación |
| ----------------- | ----- | ------------ | --------- | --------- | --------- | ------------- |
| Biguá             | 2 - 0 | Ferro Carril | 103 - 77  | 88 - 70   |           | Play-Offs 7   |
| Hebraica y Macabi | 2 - 1 | Remeros      | 70 - 93   | 82 - 77   | 87 - 76   | Play-Offs 8   |

## Play-offs
|  | Cuartos de final (M5) | Cuartos de final (M5) | Cuartos de final (M5) |                   |   | Semifinales (M5) | Semifinales (M5) | Semifinales (M5) |  |   | Finales (M7) | Finales (M7) | Finales (M7) |  |
|  |                       |                       |                       |                   |   |                  |                  |                  |  |   |              |              |              |  |
|  |                       |                       |                       |                   |   |                  |                  |                  |  |   |              |              |              |  |
|  | 1                     | Nacional              | 3                     |                   |   |                  |                  |                  |  |   |              |              |              |  |
|  | 1                     | Nacional              | 3                     |                   |   |                  |                  |                  |  |   |              |              |              |  |
|  | PI                    | Herbaica y Macabi     | 0                     |                   |   |                  |                  |                  |  |   |              |              |              |  |
|  | PI                    | Herbaica y Macabi     | 0                     |                   | 1 | Nacional         | 3                |                  |  |   |              |              |              |  |
|  |                       |                       |                       |                   | 1 | Nacional         | 3                |                  |  |   |              |              |              |  |
|  |                       |                       | 5                     | Defensor Sporting | 1 |                  |                  |                  |  |   |              |              |              |  |
|  | 4                     | Peñarol               | 5                     | Defensor Sporting | 1 | 2                |                  |                  |  |   |              |              |              |  |
|  | 4                     | Peñarol               |                       |                   |   |                  |                  |                  |  |   |              |              |              |  |
|  | 5                     | Defensor Sporting     | 3                     |                   |   |                  |                  |                  |  |   |              |              |              |  |
|  | 5                     | Defensor Sporting     | 3                     |                   |   |                  |                  |                  |  | 1 | Nacional     | 4            |              |  |
|  |                       |                       |                       |                   |   |                  |                  |                  |  | 1 | Nacional     | 4            |              |  |
|  |                       |                       | 2                     | Aguada            | 3 |                  |                  |                  |  |   |              |              |              |  |
|  | 2                     | Aguada                | 2                     | Aguada            | 3 | 3                |                  |                  |  |   |              |              |              |  |
|  | 2                     | Aguada                |                       |                   |   |                  |                  |                  |  |   |              |              |              |  |
|  | PI                    | Biguá                 | 0                     |                   |   |                  |                  |                  |  |   |              |              |              |  |
|  | PI                    | Biguá                 | 0                     |                   | 2 | Aguada           | 3                |                  |  |   |              |              |              |  |
|  |                       |                       |                       |                   | 2 | Aguada           | 3                |                  |  |   |              |              |              |  |
|  |                       |                       | 3                     | Malvín            | 2 |                  |                  |                  |  |   |              |              |              |  |
|  | 3                     | Malvín                | 3                     | Malvín            | 2 | 3                |                  |                  |  |   |              |              |              |  |
|  | 3                     | Malvín                |                       |                   |   |                  |                  |                  |  |   |              |              |              |  |
|  | 6                     | Cordón                | 2                     |                   |   |                  |                  |                  |  |   |              |              |              |  |
|  | 6                     | Cordón                | 2                     |                   |   |                  |                  |                  |  |   |              |              |              |  |
|  |                       |                       |                       |                   |   |                  |                  |                  |  |   |              |              |              |  |

| Equipo 1 | Serie | Equipo 2          | 1.º Juego | 2.º Juego | 3.ºJuego | 4.º Juego | 5.º Juego |
| -------- | ----- | ----------------- | --------- | --------- | -------- | --------- | --------- |
| Nacional | 3 – 0 | Herbaica y Macabi | 94-52     | 115-64    | 96-72    |           |           |
| Peñarol  | 2 – 3 | Defensor Sporting | 76-71     | 78-73     | 76-95    | 93-96     | 78-84     |
| Aguada   | 3 – 0 | Biguá             | 89-77     | 95-90     | 99-82    |           |           |
| Malvín   | 3 – 2 | Cordón            | 81-88     | 78-63     | 90-75    | 7579      | 105-76    |

| Equipo 1 | Serie | Equipo 2          | 1.º Juego | 2.º Juego | 3.º Juego | 4.º Juego | 5.º Juego |
| -------- | ----- | ----------------- | --------- | --------- | --------- | --------- | --------- |
| Nacional | 3 – 1 | Defensor Sporting | 97-61     | 77-87     | 90-82     | 85-80     |           |
| Aguada   | 3 – 2 | Malvín            | 96-99     | 83-87     | 93-80     | 76-83     | 111-99    |

| Equipo 1 | Serie | Equipo 2 | 1.º Juego | 2.º Juego | 3.º Juego | 4.º Juego | 5.º Juego | 6.º Juego | 7.º Juego |
| -------- | ----- | -------- | --------- | --------- | --------- | --------- | --------- | --------- | --------- |
| Nacional | 4 – 3 | Aguada   | 102-77    | 75-84     | 73-82     | 72-80     | 103-98    | 97-96     | 79-77     |

| Campeón de la Liga Uruguaya Nacional 1. título. |

## Clasificación final
| Pos                               | Equipo                | PJ      | G       | P       | Clasificación                       |         |
| Campeón                           | Campeón               | Campeón | Campeón | Campeón | Campeón                             | Campeón |
| --------------------------------- | --------------------- | ------- | ------- | ------- | ----------------------------------- | ------- |
| 1                                 | Nacional              | 41      | 33      | 8       | Liga de Campeones de las Américas   |         |
| Subcampeón                        |                       |         |         |         |                                     |         |
| 2                                 | Aguada                | 42      | 31      | 11      | Liga de Campeones de las Américas   |         |
| Eliminados en semifinales         |                       |         |         |         |                                     |         |
| 3                                 | Malvín                | 37      | 22      | 15      | Liga Sudamericana de Baloncesto     |         |
| 4                                 | Defensor Sporting     | 36      | 16      | 20      | Liga Sudamericana de Baloncesto     |         |
| Eliminados en cuartos de final    |                       |         |         |         |                                     |         |
| 5                                 | Peñarol               | 32      | 22      | 10      |                                     |         |
| 6                                 | Biguá                 | 32      | 14      | 18      |                                     |         |
| 7                                 | Hebraica y Macabi     | 33      | 14      | 19      |                                     |         |
| 8                                 | Cordón                | 32      | 13      | 19      |                                     |         |
| Eliminados en play-in             |                       |         |         |         |                                     |         |
| 9                                 | Remeros               | 3       | 1       | 2       | Equipo de OBL                       |         |
| 10                                | Ferro Carril          | 2       | 0       | 2       | Equipo de OBL                       |         |
| Eliminados en reclasificatorio    |                       |         |         |         |                                     |         |
| 11                                | Urunday Universitario | 27      | 11      | 16      |                                     |         |
| Ganador del desempate de descenso |                       |         |         |         |                                     |         |
| 12                                | Welcome               | 28      | 9       | 19      |                                     |         |
| Descendidos                       |                       |         |         |         |                                     |         |
| 13                                | Urupan *              | 28      | 9       | 19      | Descenso a Liga Uruguaya de Ascenso |         |
| 14                                | Trouville             | 27      | 4       | 23      | Descenso a Liga Uruguaya de Ascenso |         |

* Perdedor desempate por el descenso.